# بوب بي. هوليداي جونيور
بوب بي. هوليداي جونيور (بالإنجليزية: Pope B. Holliday, Jr.)‏ هو ضابط أمريكي، ولد في 15 أغسطس 1921، وتوفي في 29 يونيو 2003.